# 恩賜公園
恩賜公園（おんしこうえん）は、宮内省が御料地として所有していた土地が、公に下賜（恩賜）され、整備された公園である。なお、同様に庭園が下賜された場合には、恩賜庭園と呼ばれる。

## 一覧

### 恩賜公園
- 上野恩賜公園（東京都台東区）　1924年、東京市へ下賜
- 井の頭恩賜公園（東京都武蔵野市・三鷹市）　1924年、東京市へ下賜
- 猿江恩賜公園（東京都江東区）　1924年、東京市へ下賜。ここまでの3公園は皇太子裕仁親王（のちの昭和天皇）の成婚を記念した下賜。
- 有栖川宮記念公園（東京都港区）　1934年、高松宮より東京市に下賜。下賜の経緯は当該項目を参照。
- 恩賜箱根公園（神奈川県箱根町）　函根離宮跡地（関東大震災にて倒壊）。1946年に神奈川県に下賜

### 恩賜庭園
- 浜離宮恩賜庭園（東京都中央区、有料）　1945年、東京都に下賜
- 旧芝離宮恩賜庭園（東京都港区、有料）　1924年、東京都に下賜。上記と同様、皇太子裕仁親王の成婚記念。